# Hans Hahne (Offizier)
Hans Hahne (* 30. November 1894 in Berlin; † 24. Juni 1944 bei Witebsk (vermisst)) war ein deutscher Generalmajor im Zweiten Weltkrieg.

## Leben
Hahne meldete sich nach Ausbruch des Ersten Weltkriegs als Freiwilliger in das Kaiser Franz Garde-Grenadier-Regiment Nr. 2. Vom 22. März bis 12. Mai 1915 kommandierte man ihn zum Offiziers-Aspiranten-Ausbildungs-Kursus im Warthelager. Nach seiner Beförderung zum Leutnant der Reserve am 14. Mai 1915 folgte am 21. Mai 1915 seine Versetzung in das Reserve-Infanterie-Regiment Nr. 209. Dort wurde Hahne am 8. Juni 1915 zum Adjutanten des II. Bataillons ernannt. Ausgezeichnet mit beiden Klassen des Eisernen Kreuzes verblieb er bis Kriegsende in dieser Funktion. Man beauftragte ihn dann vom 24. November 1918 für einen Monat mit der Führung des Bataillons und versetzte ihn dann zum Auflösungsstab des Regiments. Nachdem dieses am 10. März 1919 aufgelöst worden war, folgten seine Versetzung zur Hauptkadettenanstalt und am 13. April 1919 seine Entlassung aus dem Militärdienst.
Hahne schloss sich mit dem Eintritt in das Sturm-Bataillon Schmidt einem Freikorps an und wurde mit der Führung der Geschäfte als Vernehmungsoffizier beauftragt. Am 15. Mai 1919 rückte er als Ordonnanzoffizier in den Stab auf. Neun Monate später war er Adjutant des Bataillons. Hahne wurde dann am 11. April 1920 mit seinem Bataillon in das Reichswehr-Infanterie-Regiment 30 eingegliedert und am 1. September 1920 zum Infanterie-Regiment 115 versetzt. Zum 1. Januar 1921 trat er seinen Dienst im 9. (Preußisches) Infanterie-Regiment an. Hier verblieb er in verschiedenen Funktionen als Fürsorgeoffizier und Kompaniechef bis zum 1. Oktober 1934. Am 1. April 1925 wurde er Oberleutnant und am 1. November 1929 Hauptmann. Vom 1. Oktober 1934 bis zu seiner Versetzung am 15. Oktober 1935 als Lehrer an die Kriegsschule Hannover fungierte Hahne als Regimentsadjutant des Infanterie-Regiments Crossen. Ab 10. November 1938 diente er als Bataillonskommandeur im Infanterie-Regiment 22 und ab 26. August 1939 im Infanterie-Regiment 364.
Mit der zum Infanterie-Regiment 371 umbenannten Einheit nahm Hahne als Regimentskommandeur nach dem Beginn des Zweiten Weltkriegs am Westfeldzug als Teil der 161. Infanterie-Division teil. Am 15. August 1940 wurde er als Kommandeur zum Infanterie-Regiment 507 der 292. Infanterie-Division versetzt. Dieses Regiment kommandierte Hahne im Deutsch-Sowjetischen Krieg und wurde am 10. Februar 1942 mit dem Ritterkreuz des Eisernen Kreuzes ausgezeichnet. Anfang 1944 befand er sich in der Führerreserve und erhielt am 10. Februar 1944 das Deutsche Kreuz in Gold. Ab 14. März 1944 wurde Hahne mit der Führung der 197. Infanterie-Division beauftragt, die als Teil der 3. Panzerarmee unter Führung von Generaloberst Georg-Hans Reinhardt stand.
Seit dem 24. Juni 1944, im Zuge der sowjetischen Angriffe in der Operation Bagration, gilt Hahne im Kessel von Witebsk als vermisst. Er wurde am 1. Juli 1944 posthum zum Generalmajor befördert.